# تريكينا
تريكينا (بالإيطالية: Trecchina)‏ هي بلدية في مقاطعة بوتنسا في إقليم بازيليكاتا الإيطالي.

## السكان
في سنة 1861 بلغ عدد السكان 2٬835 نسمة، وتطور العدد ليصل في سنة 2011 لـ 2٬322 نسمة.
يظهر هذا المخطط البياني تطور النمو السكاني لـ تريكينا

## توأمة
لتريكينا اتفاقيات توأمة مع:
- جيكيي